# James Rankin (Badminton)
James Love Rankin (* 27. November 1909 in Cloon Carrigans; † im 20. Jahrhundert) war ein irischer Badmintonspieler.

## Karriere
James Rankin gewann im März 1939 die All England im Herrendoppel. Außerdem war er in Schottland, Irland und Wales erfolgreich. Er repräsentierte das irische Nationalteam 33 Mal.

## Sportliche Erfolge
| Saison | Veranstaltung         | Disziplin    | Platz | Name                          |
| ------ | --------------------- | ------------ | ----- | ----------------------------- |
| 1933   | Irish Open            | Mixed        | 1     | James Rankin / Mavis Hamilton |
| 1933   | Irish Open            | Herrendoppel | 1     | Thomas Boyle / James Rankin   |
| 1933   | Scottish Open         | Herrendoppel | 1     | Thomas Boyle / James Rankin   |
| 1935   | Irische Meisterschaft | Herrendoppel | 1     | Thomas Boyle / James Rankin   |
| 1935   | Irish Open            | Herrendoppel | 1     | Ian Maconachie / James Rankin |
| 1935   | Irish Open            | Herreneinzel | 1     | James Rankin                  |
| 1936   | Irish Open            | Herrendoppel | 1     | Ian Maconachie / James Rankin |
| 1936   | Scottish Open         | Herrendoppel | 1     | Thomas Boyle / James Rankin   |
| 1937   | Irish Open            | Herreneinzel | 1     | James Rankin                  |
| 1937   | Irish Open            | Mixed        | 1     | James Rankin / Olive Wilson   |
| 1937   | Irish Open            | Herrendoppel | 1     | Ian Maconachie / James Rankin |
| 1938   | Welsh International   | Herrendoppel | 1     | Thomas Boyle / James Rankin   |
| 1938   | Scottish Open         | Herrendoppel | 1     | Thomas Boyle / James Rankin   |
| 1939   | Irish Open            | Herrendoppel | 1     | Thomas Boyle / James Rankin   |
| 1939   | All England           | Herrendoppel | 1     | Thomas Boyle / James Rankin   |
| 1947   | Irish Open            | Herrendoppel | 1     | Thomas Boyle / James Rankin   |
| 1948   | Scottish Open         | Mixed        | 1     | James Rankin / Betty Uber     |
| 1949   | Scottish Open         | Mixed        | 1     | James Rankin / Betty Uber     |